# Kepulauan Riau
Kepulauan Riau är en provins i Indonesien och har en yta som uppgår till 8 256,1 km². Den ligger söder om Singapore och Malaysia och omfattar öarna Anambas, Batam, Bintan, Kecamatan Karimun samt Natunaöarna. Kepulauan Riau var tidigare en del av provinsen Riau men bildade en egen provins 24 september 2002. Provinsstyrelsen blev dock inte inrättad förrän 1 juli 2004.

## Administrativ indelning
Provinsen är indelad i fem distrikt och två städer.
Distrikt (Kabupaten):
- Bintan, Karimun, Kepulauan Anambas, Lingga, Natuna

Städer (Kota):
- Batam, Tanjungpinang